# Mołodiatycze (gromada)
Mołodiatycze (od 1 I 1969 Trzeszczany) – dawna gromada, czyli najmniejsza jednostka podziału terytorialnego Polskiej Rzeczypospolitej Ludowej w latach 1954–1972.
Gromady, z gromadzkimi radami narodowymi (GRN) jako organami władzy najniższego stopnia na wsi, funkcjonowały od reformy reorganizującej administrację wiejską przeprowadzonej jesienią 1954 do momentu ich zniesienia z dniem 1 stycznia 1973, tym samym wypierając organizację gminną w latach 1954–1972.
Gromadę Mołodiatycze z siedzibą GRN w Mołodiatyczach utworzono – jako jedną z 8759 gromad na obszarze Polski – w powiecie hrubieszowskim w woj. lubelskim na mocy uchwały nr 8 WRN w Lublinie z dnia 5 października 1954. W skład jednostki weszły obszary dotychczasowych gromad Józefin, Korytyna, Majdan Wielki, Mołodiatycze i Ostrówek ze zniesionej gminy Mołodiatycze w tymże powiecie. Dla gromady ustalono 17 członków gromadzkiej rady narodowej.
1 stycznia 1962 do gromady Mołodiatycze włączono obszar zniesionej gromady Trzeszczany oraz wieś Zaborce ze zniesionej gromady Gdeszyn w tymże powiecie.
1 stycznia 1969 do gromady Mołodiatycze włączono obszar zniesionej gromady Nieledew w tymże powiecie, po czym gromadę Mołodiatycze zniesiono przez przeniesienie siedziby GRN z Mołodiatycz do Trzeszczan (obecnie są to dwie wsie: Trzeszczany Pierwsze i Trzeszczany Drugie) i zmianę nazwy jednostki na gromada Trzeszczany.